# 11 d'Aquari
11 d'Aquari (11 Aquarii) és una estrella a aproximadament a 86,29 anys llum de la Terra semblant al Sol, del GIV de la Constel·lació d'Aquari. Té una magnitud aparent de 6,21. És un estel de la seqüència principal del tipus espectral G.
La magnitud absoluta d'11 d'Aquari és 6,8, cosa que vol dir que la seva lluminositat és menor que la del Sol i una mica és groc. La seva lluminositat es pot deure a una menor presència d'hidrogen per a la fusió nuclear en el nucli, això voldria dir que es tracta d'un estel més jove. L'índex de color B-V de 0,634 vol dir que és més calenta que el nostre Sol però més petit en mida a causa de la seva edat i massa.
11 d'Aquari té una edat d'aproximadament 4.000 milions d'anys i possiblement viurà fins als 11.000, més que el Sol, que es preveu que viurà fins als 10.000. 11 d'Aquari podria tenir una massa d'aproximadament el 95% o el 99% de la massa solar. La velocitat radial d'11 d'Aquari podria significar que té planetes orbitant al seu voltant.